# ロティチャナイ
ロティチャナイ（マレー語：roti canai）は円くて平たいパンで、マレーシアでよく食べられている。 朝、昼、夕、夜の食事として食べられる。多くの場合、テータリックやアイスティーといった飲み物とともに食べられる。通常、ダールやパルプ、カレー、サンバル、イカンビリスのつけ汁と一緒に出される。
マレー語で「パン」という意味のロティ（roti）の後にチャナイ（canai）という語が使用されるようになったのは、ロティチャナイ作りがパン生地を平らにし、空気を入れて広げる動作に由来する。ロティの後のチャナイという語の由来は、この種のパンのつけ汁になるダールの名前チャンナル（Channal）であるという説もある。他には、チャナイという語はインドのチェンナイという都市名に由来するという説もある。マレーシアにインド人が流入した時代に、ロティチャナイ作りの多くがそこの出身であったためである。
インドとシンガポールのロティチャナイは、ロティプラタという名前の方が普通である。ロティチャナイとロティプラタは見た目が同じで、円い形をしている。

## バリエーション
卵ロティ
生地を広げた後に卵と混ぜる。
いわしロティ
缶詰いわしとケチャップを混ぜ、みじん切りにした玉ねぎを乗せる。
たまねぎ卵ロティ
たくさんのエシャロットを使い、卵を混ぜる。
バナナロティ
押しつぶしたバナナを混ぜる。
爆弾ロティ
ドカーンロティ（roti boom）とも呼ばれ、チャナイよりも小さくて厚く作られる。生地の混ぜ方と広げ方やロティチャナイと同じ。
ロティプランタ
マーガリンをたっぷり混ぜる。ロティの後に来るプランタという名前は、マレーシア人が使用し、マレーシアで一般的なマーガリンのブランドに由来する。
四角いロティ
ロティチャナイのことだが、この名前の一般的ではなく、一部のマレーシア人が出来立てのロティチャナイが欲しいために用いる。ほとんどの（円い形の）ロティチャナイは事前に調理されており、注文時に再加熱される。
洪水ロティ
ロティチャナイを小さく切り、たっぷりのダールまたはカレーのつけ汁と混ぜる。サンバルが少し付く。